# Pidjon ha-ben

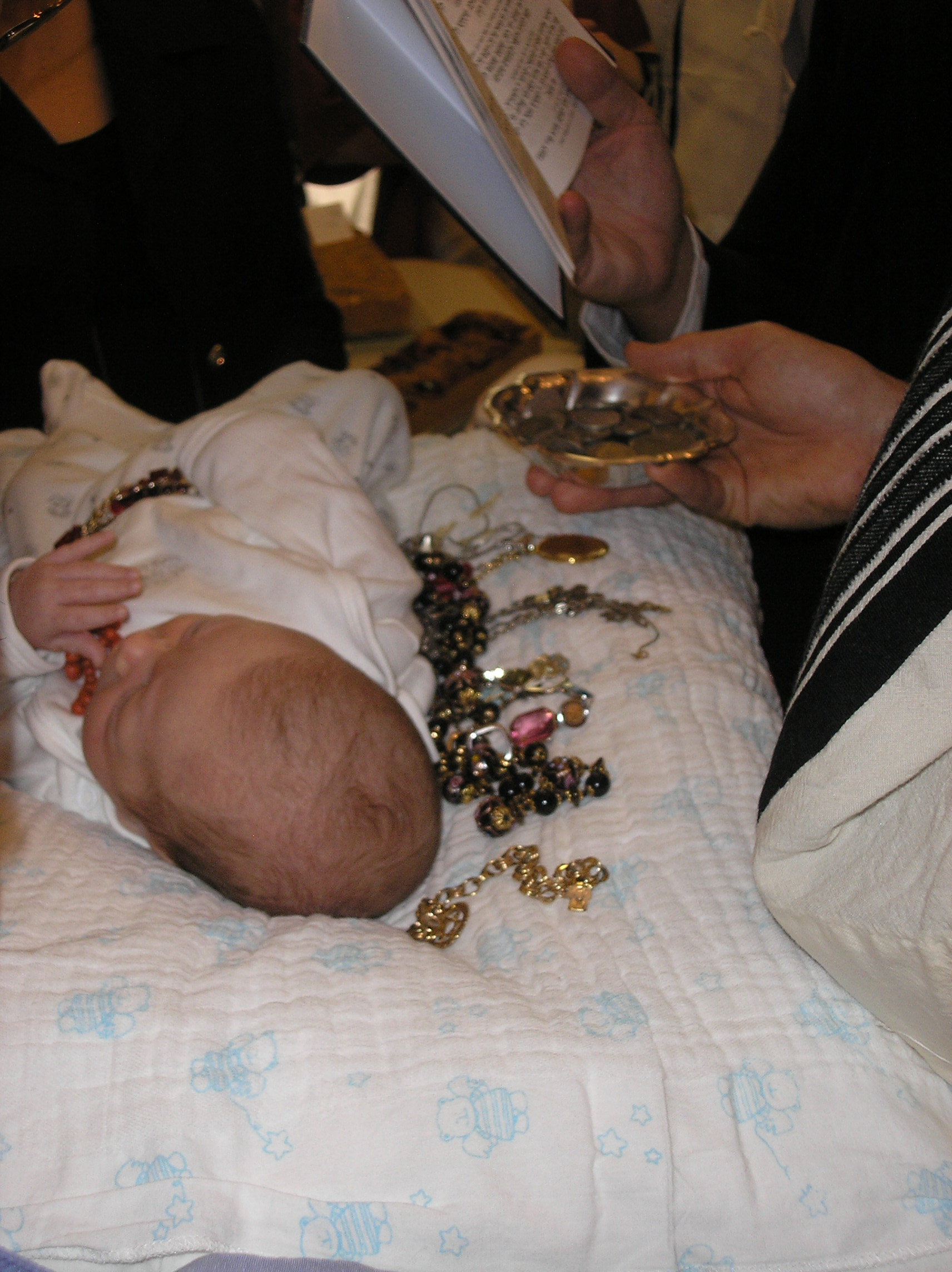
Fotografie z Pidjon ha-ben

Pidjon ha-ben (hebrejsky פדיון הבן‎) je důležitý židovský rituál, který spočívá ve vykoupení (vyplacení) prvorozeného dítěte. V současnosti je stále dodržován, obzvláště ortodoxními židy.

## Zásady
Když žena porodí jako své první dítě syna, a to přirozenou cestou, nikoli císařským řezem, dítě musí být „vykoupeno (vyplaceno)“ od známého kohena, který představuje původní kněžstvo Chrámu, za pět stříbrných šekelů nebo za pět stříbrných mincí národní měny (např. v USA - stříbrné dolary).
Pokud by žena po synovi narozeném císařským řezem porodila druhého syna přirozenou cestou, ani on nebude „vykoupen“. Prvorozený syn nebude vykoupen, pakliže jeho porodu předcházel potrat, který se stal po třetím měsíci těhotenství. Nicméně, pokud se potrat stal během prvních 40 dnů těhotenství, vykoupení je třeba. Pokud se předcházející potrat odehrál po 40 dnech, ale před tím, než plod získá charakteristické znaky, vykoupení prvorozeného je stále požadováno, ale modlitba, kterou říká otec, se vypouští.
Omezení na první vaginální porod má původ v biblických textech týkajících se vykoupení, které říkají, že dítě, které je „peter rechem imo“ (hebrejsky „otevření matčiny dělohy“), musí být vykoupeno. To se netýká dětí, jejichž otec je z rodu Kohenů nebo Levitů nebo jejichž matka je dcerou jednoho z těchto rodů.
Tento obřad „vykoupení“ se koná 31. den po narození dítěte (den narození se považuje za první den) a je doprovázen povinnou slavností známou jako se'udat micva [„hostina (na počest) micvy“]. Pokud by 31. den po narození připadal na šabat nebo svátek, vykoupení se odloží na následující den kvůli zákazu peněžních transakcí.

## Pozadí
Zákon ohledně „vykoupení“ prvorozeného syna je zmíněn v Ex 13, 12–15 (Kral, ČEP), Ex 22, 29 (Kral, ČEP), Ex 34, 20 (Kral, ČEP), Nu 3, 45 (Kral, ČEP), Nu 8, 17 (Kral, ČEP), Nu 18, 16 (Kral, ČEP), Lv 12, 2–4 (Kral, ČEP).
- „všechno, co otvírá lůno, odevzdáš Hospodinu. Všichni samečci, které tvůj dobytek vrhne nejprve, budou patřit Hospodinu. Každého osla, který se narodil jako první, vyplatíš jehnětem. Kdybys jej nemohl vyplatit, zlomíš mu vaz. Také každého prvorozeného ze svých synů vyplatíš. Až se tě tvůj syn v budoucnu zeptá, co to znamená, odpovíš mu: Hospodin nás vyvedl pevnou rukou z Egypta, z domu otroctví. Když se farao zatvrdil a nechtěl nás propustit, pobil Hospodin v egyptské zemi všechno prvorozené, od prvorozeného z lidí až po prvorozené z dobytka. Proto obětuji Hospodinu všechny samce, kteří otvírají lůno, a každého z prvorozeného ze svých synů vyplácím.“ – Exodus 13:12-15
- „Neopozdíš se s dávkami z hojnosti svých úrod a vylisované šťávy svých hroznů a oliv. Dáš mi prvorozeného ze svých synů.“ – Exodus 22:29
- „Osla, který se narodil jako první, vyplatíš ovcí; jestliže jej nevyplatíš, zlomíš mu vaz. Vyplatíš každého svého prvorozeného syna. Nikdo se neukáže před mou tváří s prázdnou.“ – Exodus 34:20
- „Místo všech prvorozených mezi Izraelci vezmi lévijce a místo jijich dobytka dobytek lévijců. Lévijci jsou moji. Já jsem Hospodin!“ – Numeri 3:45
- „Mně patří všechno prvorozené mezi Izraelci, člověk i dobytče. Oddělil jsem je pro sebe jako svaté v den, kdy jsem pobil v egyptské zemi všechno prvorozené.“ – Numeri 8:17
- „Budeš je vyplácet od stáří jednoho měsíce; výplatné se bude vyměřovat ve stříbře: pět šekelů podle váhy určené svatyní; jeden šekel je dvacet zrn.“ – Numeri 18:16

Na začátku Bible, jak je zaznamenáno v knize Genesis, všechny povinnosti kněze připadají na nejstaršího syna rodiny. Prvorozený je oddán Bohu, aby splnil jeho požadavky.
Obětní obřad byl ustanoven po vyjití Izraelitů z Egypta. Poté, co národ zhřešil s modlou zlatého telete, byla bohoslužba odebrána prvorozeným a dána kmenu Levitů (chrámová služba), kněžství pak Áronovi a jeho potomkům. Ve stejném období bylo ustanoveno, že prvorozený z každé rodiny má být vykoupen (de facto dítě „odkoupí zpět“ z věnování Bohu).
Prvorozený samec z každého čistého zvířete je dán knězi k oběti (Deuteronomium 12:6, Exodus 13:12; 34:20, Numeri 18:15-17). Prvorozený samec z nečistých zvířat byl nicméně také vykoupen nebo prodán a obnos byl dán knězi (Leviticus 27:11-13,27). Prvorozený samec osla byl vykoupen a pakliže ne, byl usmrcen (Exodus 13:13; 34:20).